# Stambuł (prowincja)
Prowincja Stambuł (tur. İstanbul) – jednostka administracyjna w północno-zachodniej Turcji, położona nad Morzami Czarnym i Marmara. Od wschodu graniczy z prowincją Kocaeli, a od zachodu z Tekirdağ. Jest przedzielona na część europejską i azjatycką przez cieśninę Bosfor. Według spisu powszechnego z 2000 roku ok. 3,8 mln osób mieszka w części azjatyckiej, a 9,4 mln – w europejskiej. Stolicą prowincji jest Stambuł, który od 2004 roku ma z nią tożsame granice.
Prowincja jest najgęściej zaludnioną prowincją w kraju – w roku 2021 zamieszkiwało ją 15 840 900 ludzi, czyli 18,6% ludności Turcji.

## Dystrykty
Prowincja Stambuł dzieli się na trzydzieści dziewięć dystryktów:
| - Adalar - Arnavutköy - Ataşehir - Avcılar - Bağcılar - Bahçelievler - Bakırköy - Başakşehir - Bayrampasa - Beşiktaş | - Beykoz - Beylikdüzü - Beyoğlu - Büyükçekmece - Çatalca - Çekmeköy - Esenler - Esenyurt - Eyüp - Fatih | - Gaziosmanpaşa - Güngören - Kadıköy - Kağıthane - Kartal - Küçükçekmece - Maltepe - Pendik - Sancaktepe - Sarıyer | - Silivri - Sultanbeyli - Sultangazi - Şile - Şişli - Tuzla - Ümraniye - Üsküdar - Zeytinburnu |